# Ko Willems
Ko Willems (n. 27 octombrie 1900, Amsterdam, Țările de Jos – d. 28 septembrie 1983, Amsterdam, Țările de Jos) a fost un ciclist olandez, medaliat olimpic. A participat la o ediție a Jocurilor Olimpice (1924) în care a câștigat o medalie de aur.

## Participări
Lista de mai jos prezintă principalele competiții la care a participat Ko Willems de-a lungul carierei.
- cyclisme aux Jeux olympiques d'été de 1924 – 50 kilomètres hommes[*]